# Rivolta di Gerace

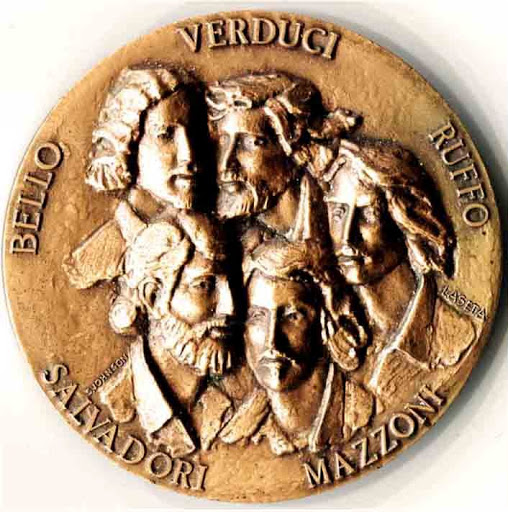
Medaglia commemorativa dei Cinque martiri di Gerace, realizzata nel 1997 da Rosario La Seta.

La rivolta di Gerace, scoppiata nell'autunno del 1847 nel Distretto di Gerace, fu un moto insurrezionale patriottico che precedette i Moti del 1848 nel Regno delle Due Sicilie.

## Storia
Il 2 settembre 1847 scoppiò a Reggio Calabria un'insurrezione mazziniana, che portò alla nascita di un governo provvisorio. Rocco Verduci fu nominato comandante militare della rivolta per il Distretto di Gerace, mentre Michele Bello, Domenico Salvadori e Gaetano Ruffo furono incaricati di estendervi l'insurrezione.
Michele Bello, partito con alcuni compagni su una barca al comando di Giovanni Rosetti, un marinaio che fece da corriere per gli insorti, sorprese e catturò a capo Spartivento una nave doganale, con cui sbarcò a Bianco. Qui lo raggiunsero Domenico Salvadori e Rocco Verduci, che avevano radunato delle squadre presso il paesino di Sant'Agata. Gli insorti distrussero gli stemmi reali, bruciarono le carte della polizia e raccolsero contribuzioni volontarie.
Occuparono inoltre i comuni di Caraffa e di Bovalino, dove vennero accolti dai rivoltosi guidati da Gaetano Ruffo, insieme al sacerdote Giuseppe Lentini, al barone Filippo Calfapietra (quest'ultimo con un passato di carbonaro alle spalle) e a suo figlio Francesco (intimo amico di Gaetano Ruffo), mentre il 4 settembre catturarono il sottintendente del Distretto di Gerace, il palermitano Antonio Bonafede, che insieme ad alcune guardie era partito da Gerace per arrestare i capi della rivolta; questi ultimi salvarono la vita al funzionario borbonico, già responsabile della fucilazione dei fratelli Bandiera nel 1844, sottraendolo al linciaggio della folla. Intanto, da Bovalino gli insorti pubblicarono un manifesto rivoluzionario e un'ordinanza, con la quale veniva dimezzato il costo del sale e dei tabacchi, veniva abolito il divieto di attingere acqua di mare (allora utilizzata come rimedio medico) e veniva soppresso il dazio governativo.
Il 5 settembre li raggiunse a Siderno la banda armata di cinquanta uomini raccolta da Pietro Mazzone a Roccella. Il 6 settembre, non potendo raggiungere Gerace per l'ostilità della popolazione, si trasferirono a Roccella, dove il quartier generale fu stabilito nel palazzo paterno di Mazzone.
Il 4 settembre Reggio era stata nuovamente occupata dalle truppe borboniche, guidate del generale Nunziante, provenienti da Monteleone, costringendo alla fuga il governo provvisorio. Intanto il 6 settembre i ribelli, che erano confluiti a Roccella, ingannati dall'avvistamento al largo di un mercantile, scambiato per una nave da guerra, si sbandarono; Michele Bello, Rocco Verduci, Domenico Salvatori e Stefano Gemelli furono costretti alla fuga, nascondendosi nei monti presso Caulonia, dove furono arrestati il 15 settembre per il tradimento della loro guida, Nicola Ciccarello.
Gaetano Ruffo e Pietro Mazzone si diressero a Catanzaro, cercando la protezione del marchese Vitaliano del Riso, la cui sorella, Eleonora, era fidanzata con Mazzone, sperando di poter entrambi espatriare. Ma il nobile accettò di aiutare il solo Mazzone, che rifiutò la proposta per non abbandonare l'amico al suo destino; quindi i due giovani decisero di tornare indietro: Ruffo fu arrestato il 21 settembre e Mazzone si consegnò il giorno dopo. I congiurati furono processati a Gerace per alto tradimento da una corte militare presieduta da Francesco Rosaroll (fratello del patriota Giuseppe Rosaroll), che li condannò alla fucilazione. La sentenza venne eseguita il 2 ottobre presso il convento dei Cappuccini di Gerace e i corpi furono gettati in una fossa comune, chiamata "la lupa".
Durante il regime costituzionale napoletano del 1848, Gaetano Fragomeni e i fratelli Del Balzo disseppellirono i corpi, che furono provvisoriamente sepolti in cinque bare vicino al campanile del cimitero, con l'intenzione di restituirli in seguito ai loro paesi di origine. Tuttavia, dopo che il re Ferdinando II abolì la costituzione, un colonnello svizzero, Flugy, fece ributtare i corpi nella fossa e arrestò Fragomeni per violazione di tombe.
Il 7 giugno 1931, sul luogo della fucilazione fu elevato un monumento per ricordare i cinque giovani, con l'iscrizione: Ripetano i secoli che qui vennero fucilati il 2 ottobre 1847 Michele Bello da Siderno, Pietro Mazzone da Roccella, Gaetano Ruffo da Bovalino, Domenico Salvadori da Bianco, Rocco Verduci da Caraffa. Precursori di libertà.

## Gli organizzatori fucilati a Gerace
- Michele Bello: nato ad Ardore il 5 dicembre 1822, era figlio di un ricco gentiluomo di Siderno, Domenico Bello, e di Maddalena Marando, originaria di Ardore. Aveva studiato dapprima con lo zio arciprete, Francesco Bello, e quindi presso il liceo di Vibo Valentia (allora denominata Monteleone di Calabria). Si era quindi spostato a Napoli per studiarvi giurisprudenza e durante il soggiorno napoletano aveva composto inni, lodi, elegie e due drammi teatrali (il Cieco e l'Ugo di Parma, rappresentato nel febbraio del 1842 presso il Teatro dei Fiorentini. In seguito ritornò a Siderno, dove fu cassiere del comune fino al 1846 e aderì alla Giovine Italia mazziniana. Lo stesso Bonafade, nella sua memoria sugli avvenimenti, così lo descrive: "Giovane bello della persona, intelligente, liberale per educazione, gentile nel trattare, dolce e persuasivo nel dire [...] Tra tutti sarebbe stato il più acconcio a far riuscire l'impresa per la parte della dolcezza nel tratto e avvedutezza a conciliarsi gli animi, se da ciò solo fosse stato dipendente l'evento di cotanto delicata e difficile impresa"[3][4].
- Gaetano Ruffo: nato ad Ardore il 15 novembre 1822, era figlio di Ferdinando Ruffo, possidente e medico condotto di Bovalino, e di Felicia De Maria, originaria di Ardore. A nove anni fu inviato a studiare a Napoli, presso il collegio di Caravaggio dei Barnabiti e fu in seguito allievo del poeta e drammaturgo Giovanni Emanuele Bidera. Frequentò i circoli dei poeti arbëreshë calabresi, tra cui spiccava Domenico Mauro. Pubblicò un inno patriottico (L'apparizione) sul periodico liberale Fata Morgana di Reggio Calabria e scrisse il dramma Carlo d'Angiò, dedicato a Domenico Mauro, che avrebbe dovuto essere rappresentato presso il Teatro dei Fiorentini, una novella (L'imprecazione), una raccolta di versi sciolti (La moglie del Vizzarro) e l'inno patriottico Alla libertà[5]. Fu membro della società mazziniana I figlioli della Giovine Italia, guidata dal patriota calabrese Benedetto Musolino. Scoperta la sua attività clandestina dalla polizia, fu espulso da Napoli. Si iscrisse alla facoltà di giurisprudenza dell'università di Messina dove si laureò in legge. Continuò nelle sue attività clandestine e nel 1845 affisse per le vie di Reggio Calabria dei cartelli inneggianti alla repubblica.
- Pietro Mazzone: nato a Roccella Ionica il 21 febbraio 1819, era figlio di un proprietario terriero, Giuseppe Mazzone, e di una nobildonna di Catanzaro, Marianna Barba. Seguito dapprima da precettori ecclesiastici, si appassionò alla letteratura del Romanticismo. Nel 1823 fu inviato a studiare a Napoli, alla facoltà di giurisprudenza. Qui Mazzone aderì alle idee liberali e fece parte del comitato rivoluzionario diretto dal patriota Carlo Poerio, ma a causa dei sospetti della polizia fu obbligato a ritornare al paese natio. Era fidanzato con Eleonora del Riso, alla quale scrisse una lettera che si è conservata.
- Domenico Salvadori: nato a Bianco il 24 dicembre 1822, era figlio di un agiato possidente, Vincenzo Salvadori, e di Concetta Marzano. Alla sua famiglia, di sentimenti liberali, appartenevano sacerdoti e avvocati. Il suo primo tutore fu Pellegrino Varicchio, vicario del vescovo di Bova e carbonaro. Frequentò il liceo di Reggio Calabria sotto la guida del canonico Pellegrino, che dirigeva la rivista liberale Fata Morgana. A Reggio divenne inoltre amico del carbonaro Pietro Mileti. Si iscrisse quindi a Napoli alla facoltà di giurisprudenza, ma, a causa della sua partecipazione al movimento clandestino liberale, fu costretto al domicilio coatto a Bianco e dovette interrompere gli studi.
- Rocco Verduci: nato a Caraffa il 1º agosto 1824, era figlio di un possidente terriero, Antonio Verduci, e di Elisabetta Mezzatesta. Compì i suoi primi studi nel seminario di Gerace, passando poi alle scuole dei Filippini a Reggio Calabria. Studiò giurisprudenza all'Università di Napoli, ma nel 1844 fu espulso dalla polizia borbonica, in quanto sospettato di cospirazione antigovernativa. Rientrato in Calabria, fu arrestato nel 1846 per le sue idee liberali, ma venne assolto dopo pochi mesi di carcere. Nel 1847, poco tempo prima della rivolta, Verduci venne nuovamente denunciato alla polizia come facinoroso e detentore di armi; esercitava effettivamente un attivo commercio di armi e munizioni, in accordo con l'altro patriota calabrese, Domenico Romeo, originario di Santo Stefano in Aspromonte, che avrebbe guidato l'insurrezione a Reggio.

### Fonti primarie
- Antonio Bonafede, memoria Avvenimenti dei fratelli Bandiera e di M. Bello, Napoli 1848 (documento conservato nella Biblioteca civica di Cosenza).
- Primicerio Antonio Oppedisano, I moti rivoluzionari in Calabria del 1847.
- Domenico Antonio Grillo, Memorie storiche sugli avvenimenti politici avvenuti nel Distretto di Geraci nel settembre dell'anno 1847, a cura di Domenico Romeo, AGE, Ardore, 1999.

### Fonti secondarie
- Vincenzo Cataldo, Cospirazioni, economia e società nel distretto di Gerace e in provincia di Calabria Ultra Prima dal 1847 all'Unità d'Italia, AGE, Ardore, 2000.
- Anna Lozza, I moti del '47 a Reggio e nella Locride, AGE, Ardore, 1992.
- Vittorio Visalli, I Calabresi nel Risorgimento italiano. Storia documentata delle rivoluzioni calabresi dal 1799 al 1862, Walter Brenner Editore, Cosenza, 1989.